# Subhash Bridge

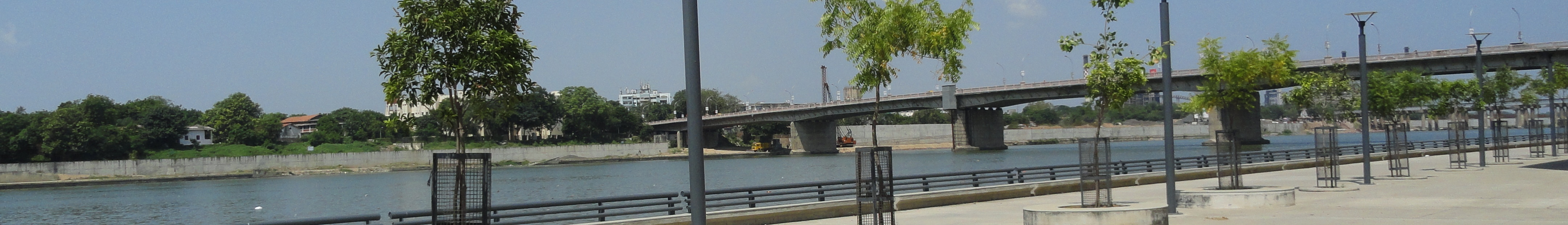
Subhash Bridge in Ahmedabad.

Subhash Bridge is een brug over de rivier Sabarmati in de stad Ahmedabad, in de Indiase deelstaat Gujarat. De brug verbindt Vadaj in het westen van de stad met de wijk Shahibag in het oosten. Over de brug loopt de weg Khawaja Nasiruddin Chisty Road. De brug is vernoemd naar de nationalistische politicus Subhas Bose en is gebouwd in 1973. De brug biedt voor inwoners op de westelijke oever een snelle verbinding met het vliegveld.